# Hospodar
Hospodar o gospodar es un término de origen eslavónico que significa "señor" o "amo".
Los gobernantes de Valaquia y Moldavia recibieron el título de hospodares en los escritos eslavos desde el siglo XV al 1866. Hospodar también se añadía al título de Voivoda. En rumano, se usaba en su lugar el término Domn (del latín dominus).
Al final de este periodo, a medida que el título era ostentado por un número cada vez mayor de vasallos del sultán del Imperio otomano, su posesión se consideró inconsistente con la independencia de los principados danubianos. Hospodar fue descartado en favor de domnitor o, en forma abreviada, domn, que continuó siendo el título oficial de los príncipes tras la proclamación del Reino de Rumanía en 1881 (que no incluyó Transilvania hasta 1918).

## Etimología
Gospodar (en búlgaro: господар, en serbio: господар) es un derivado de gospod, señor, (que si se escribe con G mayúscula, Gospod, significa Señor en referencia a Dios). 